# DualShock

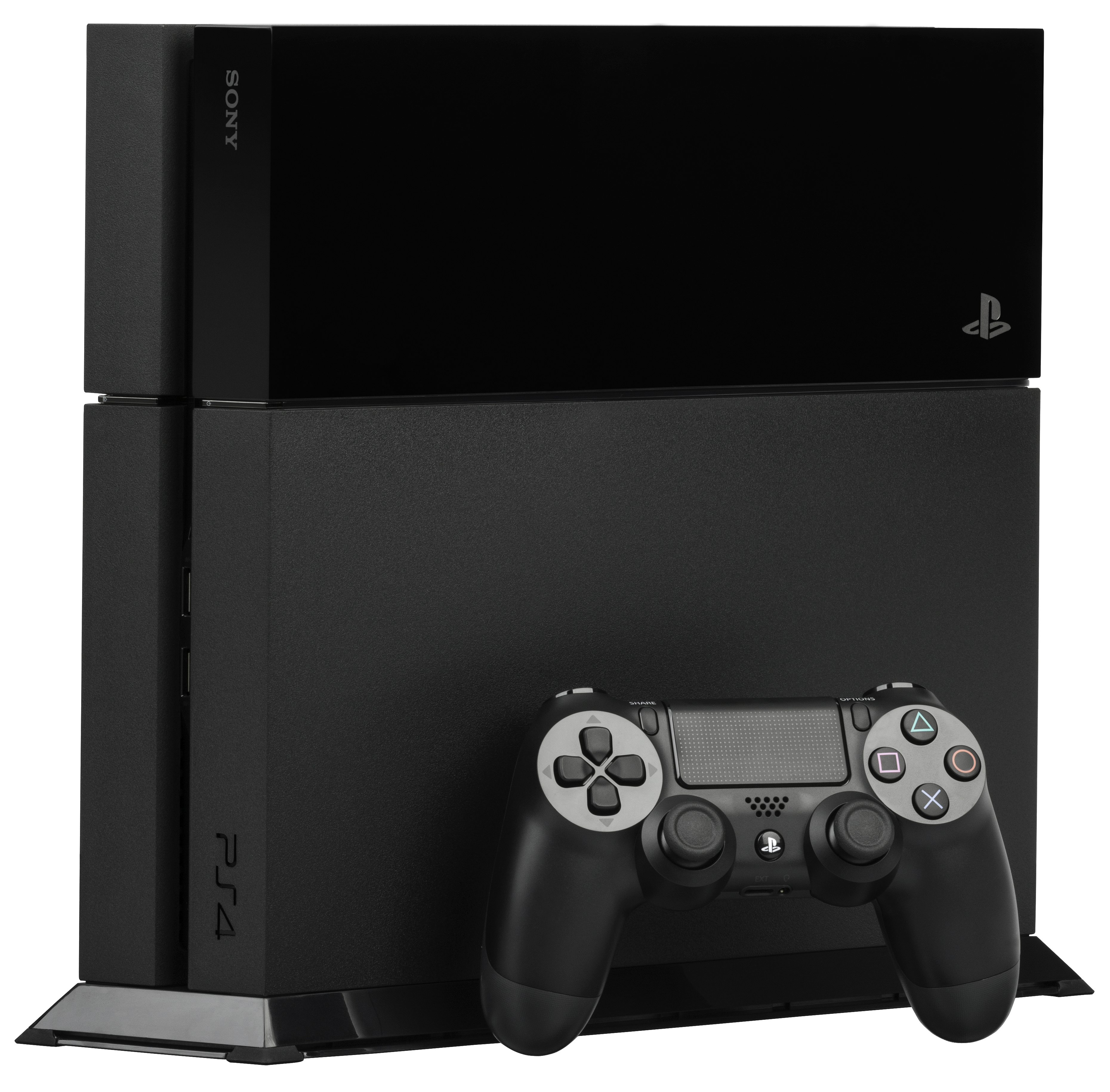
Сучасний DualShock 4 поряд з приставкою PlayStation 4

DualShock (також DUAL SHOCK) — серія аналогових ігрових контролерів для гральних консолей PlayStation, PlayStation 2, PlayStation 3, PlayStation 4 та PlayStation 5. Перша версія DualShock була випущена в Японії наприкінці 1997-го року, а в Північній Америці — у травні 1998-го.

## DualShock

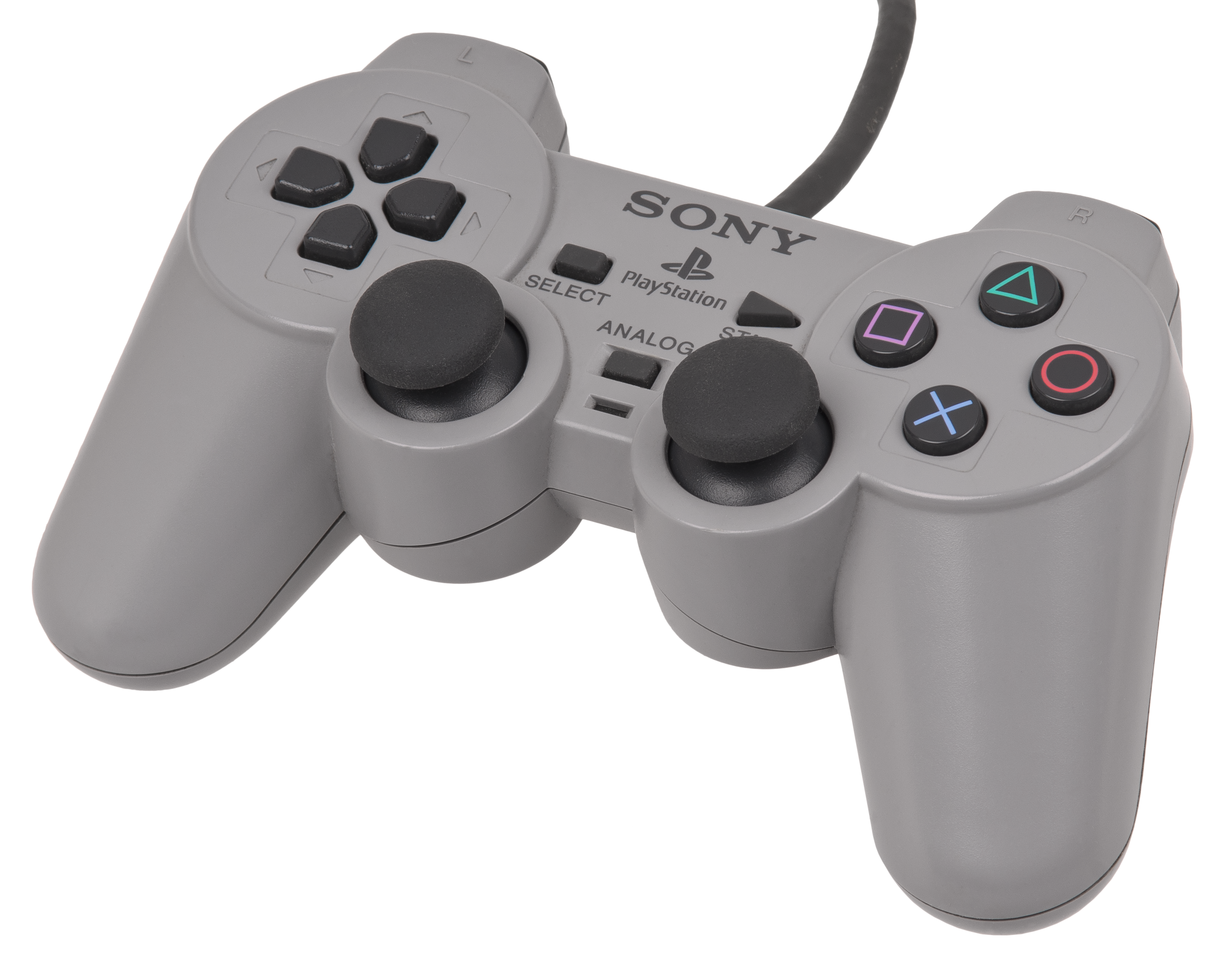
DualShock

Геймпад для PlayStation, що прийшов на зміну Dual Analog Controller, носив назву DualShock (SCPH-1200). В дизайні відмінності від Dual Analog Controller були невеликими. Назва новому контролеру була дана за використання двох (Dual) вібраційних двигунів (Shock). Ці двигуни розміщені в ручках керування, лівий з яких більший і потужніший, ніж той, що праворуч, забезпечуючи різні рівні вібрації. 
Як і його попередник, Dual Analog Controller, DualShock має два аналогових стіка, але на відміну від свого попередника, в DualShock вони оснащені текстурованими гумовими ручками замість гладких пластикових. У нового геймпада аналогічні хрестовина зліва, чотири кнопки справа, а посередині кнопки «Select» (Вибрати), «Start» (Старт) та «Analog» (Аналог; вмикає чи вимикає аналогове керування стіками для старих ігор). Попереду на ручках розміщено кнопки R1/L1, що натискаються вказівними пальцями, подібно до спускових гачків зброї. DualShock однак має дві додаткові кнопки R3/L3, які активовуються натисканням на самі аналогові стіки. Інші відмінності між Dual Analog і DualShock полягають в довших ручках і кнопках R2/L2, розміщених під R1/L1.
DualShock сумісний з PlayStation 2, позаяк вони використовують один і той же роз'єм і протокол. Однак, не всі ігри для PlayStation 2 працюють з ним коректно.

## DualShock 2

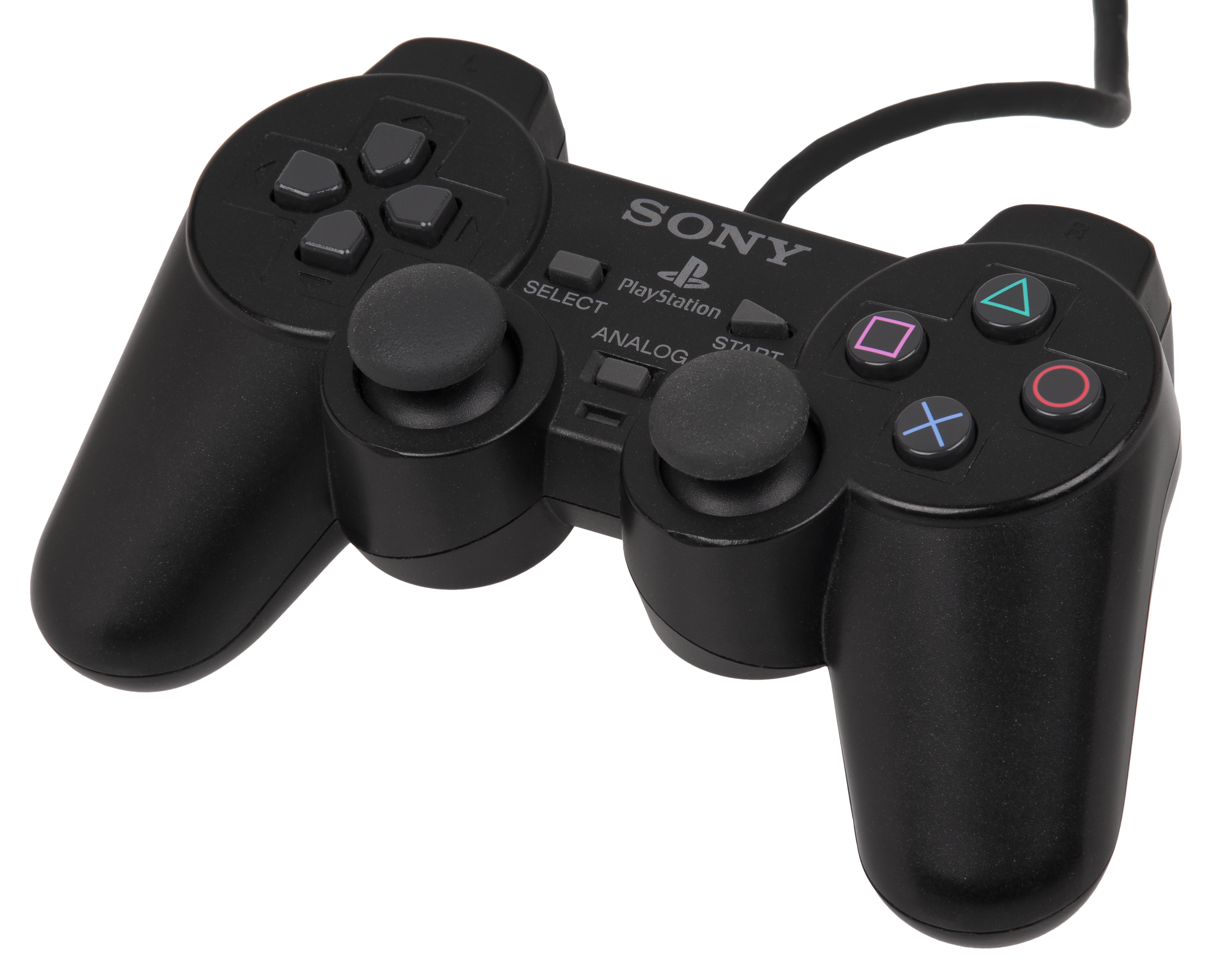
DualShock 2

При розробці PlayStation 2 контролер DualShock майже не зазнав змін. Проте він отримав кілька незначних косметичних доповнень. Аналогові стіки стали помітно жорсткішими, ніж на оригінальному DualShock.
DualShock 2 став доступний в різних кольорах: чорному, сріблястому, білому, синювато-сірому, синьому, смарагдово-зеленому, багряному, і рожевому.
Оригінальна PlayStation сумісна з DualShock 2. PlayStation 3 має зворотню сумісність з DualShock 2, але ряд ігор, які вимагають Sixaxis-функцій, не працюватимуть належним чином.

## DualShock 3

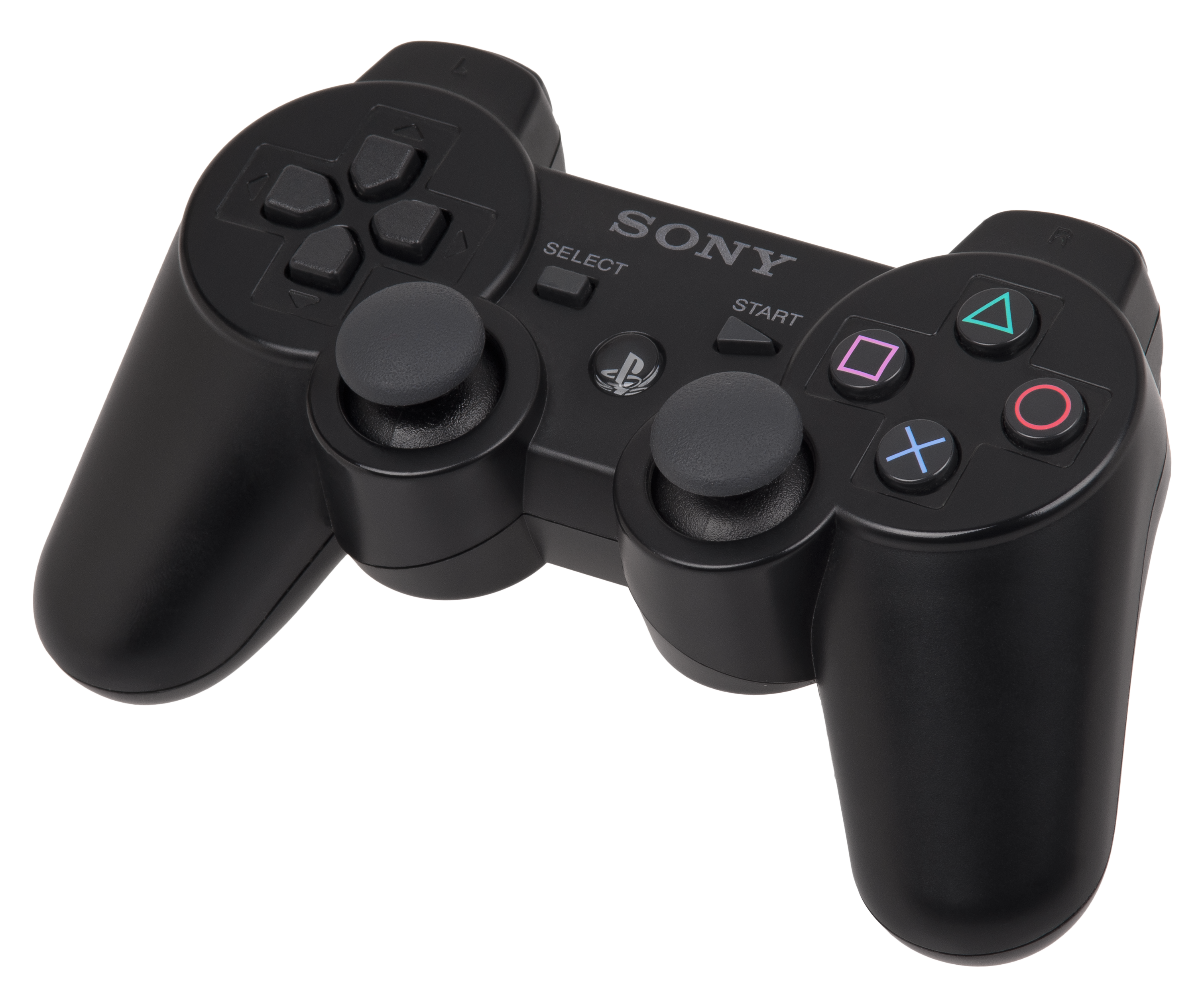
DualShock 3

Анонсований в 2007 році на Tokyo Game Show, другий офіційний геймпад для PlayStation 3, який прийшов на зміну Sixaxis. Дизайн зберіг загальні риси класичного контролера DualShock 2 для PlayStation. Геймпад, на відміну від попередника, підтримує функцію зворотного зв'язку і вібрацію.
Кнопки L2 і R2 чутливі до ступеня натискання. DualShock 3 працює від акумулятора, що забезпечує до 30 годин автономної роботи. Зарядження відбувається через USB.
Геймпад доступний в наступних кольорах: чорному, сріблястому, класичному білому, керамічному білому, металевому синьому, темно-червоному, оливковому, світло-блакитному, камуфляжному, прозоро червоному і прозоро синьому. Крім того він випускався обмеженими тиражами і в інших кольорах.

## DualShock 4

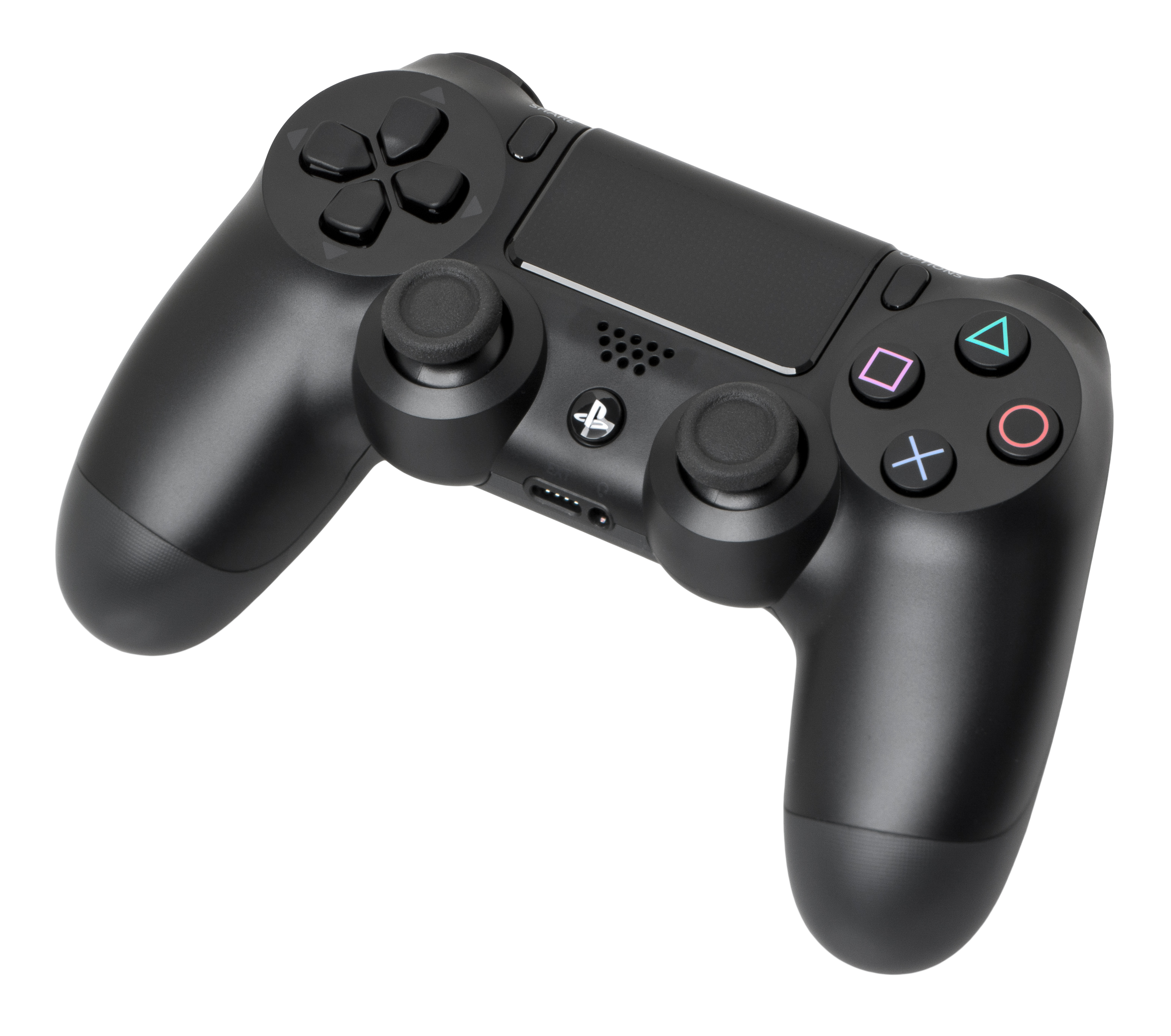
DualShock 4

Геймпад для PlayStation 4, DualShock 4, отримав більш округлі форми, кнопки «Start» і «Select» було прибрано. Їхні функції в контролері виконує сенсорна панель, яка також розпізнає жести і може бути натиснута, як кнопка. Біля тачпада розміщені кнопки «Share» (Поділитися), що дозволяє поділитися записом ігрового процесу, і «Options» (Опції), яка викликає меню налаштувань поточної гри. Стіки стали увігнутими, чим не допускається зісковзування пальців.
Геймпад має світлодіод, що може змінювати свій колір. Він може світитися одним з 4 кольорів: червоним, зеленим, білим або синім. Це допомагає розрізняти геймпади кількох гравців, а також дає камері PlayStation Camera відслідковувати положення контролера. Також світлодіод може розширювати інтерактивність відеоігор. Наприклад, відображати рівень здоров'я персонажа — зелений, коли у персонажа повне здоров'я, і червоний, коли він при смерті.
DualShock 4 здатен працювати від акумулятора біля шести годин. Зарядження відбувається через USB-кабель.
За словами президента Sony Worldwide Studios Шухея Йошиди, DualShock 4 може працювати з комп'ютерами під управлінням Windows, хоч і не маючи повного функціоналу.
Геймпад доступний в п'ятьох кольорах: стандартних чорному, білому та камуфляжному, а також червоному і синьому.
Він став найпродаванішим геймпадом у світі в доларових продажах. Всього по світу реалізовано понад 75 млн DualShock 4.

## DualSense

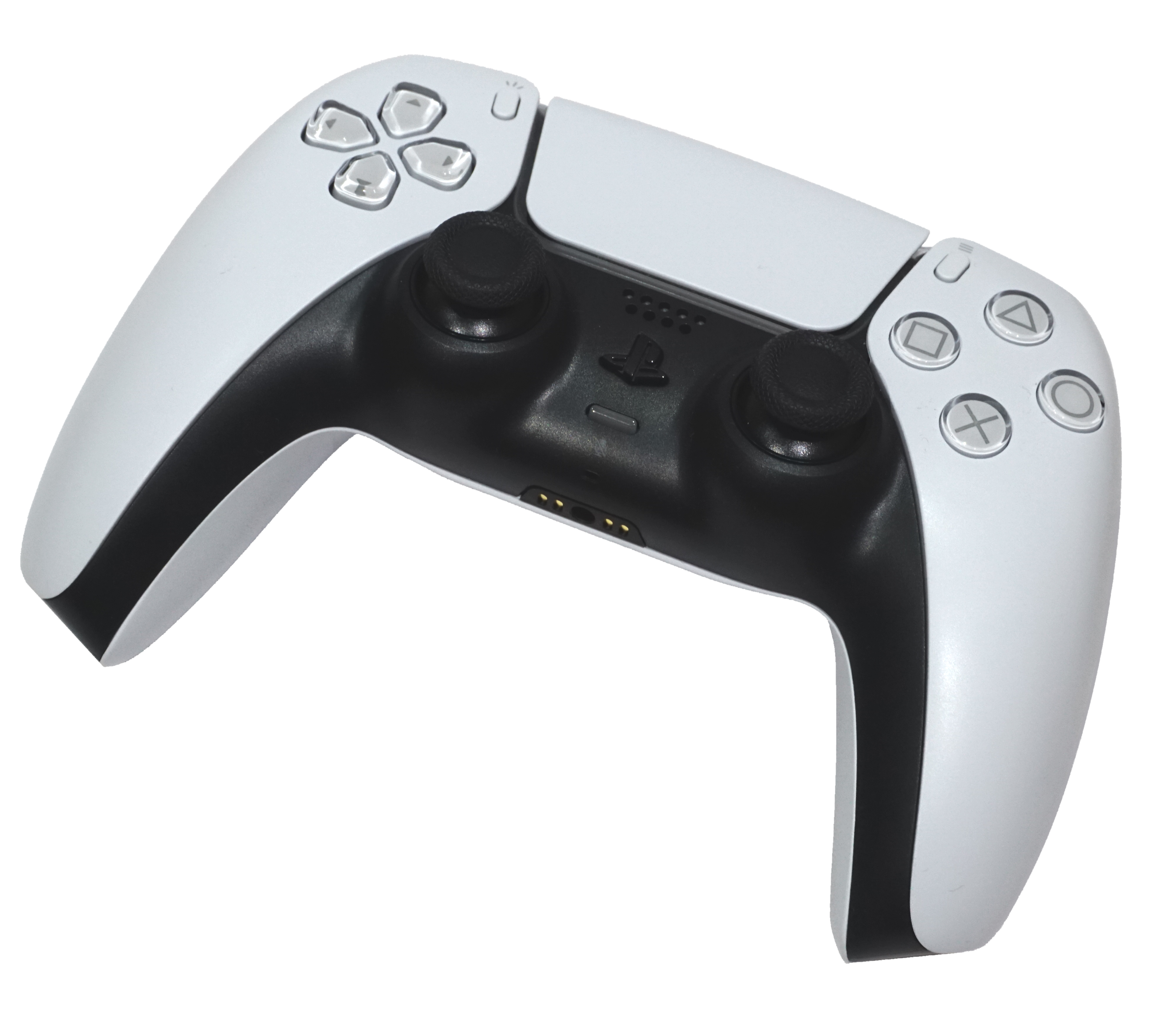
Dualsense

Наступник DualShock 4, який вийшов разом із PlayStation 5 - геймпад DualSense. Він загалом має округлішу форму з плавними переходами між поверхнями, хоча розташування елементів керування майже те саме, що в DualShock 4. В DualSense вбудовано мікрофони, а замість кнопки «Share» поміщено кнопку «Create» (Створити), котра запускає створення контенту (деталі стануть відомі ближче до релізу консолі). Сенсорна панель геймпада стала більшою. Кнопки L2 / R2 отримали здатність до опору натисканню. Таким чином може симулюватися, наприклад, натяжіння тятиви лука чи тактильно розрізнятися спускові гачки віртуальної вогнепальної зброї. Геймпад оснащено акумулятором, що заряджається через порт USB-C. Оригінальне колірне виконання DualSense цілком чорно-біле за винятком синьої підсвітки сенсорної панелі.